# VDI 3814
Die Richtlinie VDI 3814 entstand erstmals im Jahr 1977 im Fachbereich Technische Gebäudeausrüstung des Vereins Deutscher Ingenieure und wurde seitdem stetig erweitert und an aktuelle Entwicklungen angepasst. Sie ist in den Sprachen Deutsch und Englisch verfasst.
Die VDI-Richtlinie beschreibt in mehreren Blättern den Stand der Technik bei Planung und Errichtung von Gebäudeautomation. Das erste Blatt dieser Richtlinie erschien 1977. Unter dem Haupttitel „Gebäudeautomation (GA)“ beschreiben die aktuellen Blätter:
-Anforderungen an Einrichtungen, Software und Dienstleistungen
-Darstellungsmöglichkeiten für Aufgaben zur automatischen Steuerung und Regelung, Überwachung, Optimierung und Bedienung und
-das Management der Technischen Gebäudeausrüstung.
In den letzten Jahrzehnten wurde die Richtlinie laufend erweitert und Teile daraus in die weltweit gültige Norm ISO 16484 übernommen.

## Gliederung der Richtlinienreihe VDI 3814 „Gebäudeautomation (GA)“
| Dokumentennr.       | Titel | Ausgabedatum | Status        |
| ------------------- | --- | ------------ | ------------- |
| VDI 3814 Blatt 1    | Gebäudeautomation (GA) - Grundlagen | 2019-01      | Aktuell       |
| VDI 3814 Blatt 2.1  | Gebäudeautomation (GA) - Planung - Bedarfsplanung, Betreiberkonzept und Lastenheft                                                                           | 2019-01      | Aktuell       |
| VDI 3814 Blatt 2.2  | Gebäudeautomation (GA) - Planung - Planungsinhalte, Systemintegration und Schnittstellen                                                                     | 2019-01      | Aktuell       |
| VDI 3814 Blatt 2.3  | Gebäudeautomation (GA) - Planung - Bedienkonzept und Benutzeroberflächen                                                                                     | 2019-09      | Aktuell       |
| VDI 3814 Blatt 3.1  | Gebäudeautomation (GA) - GA-Funktionen - Automationsfunktionen                                                                                               | 2019-01      | Aktuell       |
| VDI 3814 Blatt 3.2  | Gebäudeautomation (GA) - Funktionskatalog; Makrofunktionen                                                                                                   | 2022-04      | Projekt       |
| VDI 3814 Blatt 4.1  | Gebäudeautomation (GA) - Methoden und Arbeitsmittel für Planung, Ausführung und Übergabe - Kennzeichnung, Adressierung und Listen                            | 2019-01      | Aktuell       |
| VDI 3814 Blatt 4.2  | Gebäudeautomation (GA) - Methoden und Arbeitsmittel für Planung, Ausführung und Übergabe - Bedarfsplanung, Planungsinhalte und Systemintegration             | 2020-01      | Aktuell       |
| VDI 3814 Blatt 4.3  | Gebäudeautomation (GA) - Methoden und Arbeitsmittel für Planung, Ausführung und Übergabe - GA-Automationsschema, GA-Funktionsliste, GA-Funktionsbeschreibung | 2022-07      | Aktuell       |
| VDI 3814 Blatt 5    | Gebäudeautomation (GA) - Hinweise zur Systemintegration | 2010-03      | Zurückgezogen |
| VDI-MT 3814 Blatt 6 | Gebäudeautomation (GA) - Qualifizierung, Rollen und Kompetenzen                                                                                              | 2020-04      | Aktuell       |

Die Ziele der Überarbeitung und Aktualisierung der Richtlinie sind in einer im Oktober 2018 veröffentlichten Agenda mit dem Titel: Gebäudeautomation (GA) des VDI-Fachbereichs Technische Gebäudeausrüstung beschrieben. Die aktuell laufende Überarbeitung wird voraussichtlich im Jahr 2021 abgeschlossen werden. Bis dahin werden auch die Inhalte der bisherigen VDI 3813 und VDI 3814 in die neue VDI 3814 integriert.

## Anwendungsbereiche der einzelnen Richtlinien der Richtlinienreihe VDI 3814
Die Richtlinienreihe VDI 3814 gilt für die Automation von Gebäuden und Immobilienportfolios.
Da die Gebäudeautomation (GA) dort fachübergreifend die Funktionalität aller Räume (Raumautomation) und Anlagen (Anlagenautomation) inklusive der GA-Managementfunktionen während deren Betrieb und Nutzung bestimmt, gilt diese Richtlinie somit in den Bereichen jener Gewerke, deren Funktionalität durch GA, auch teilweise, erzielt wird, z. B. für automatisierte Fassadensysteme, Sonnenschutz- und Beleuchtungsanlagen, Heizungs-, Kälte- und RLT-Anlagen. Sie gilt für das Facility-Management, wenn GA-Funktionen für das Betreiben genutzt werden.
Die Richtlinienreihe VDI 3814 gilt zeitlich über die gesamten Phasen im Lebenszyklus eines Gebäudes, insbesondere für die Lebenszyklusphasen „Konzeption“, „Planung“, „Errichtung“, „Betrieb und Nutzung“.
Sie gilt für die Anwendung durch alle natürlichen und juristischen Personen, die mit GA im Lebenszyklus in Berührung kommen.

### VDI 3814 Blatt 1
Blatt 1 zeigt die Grundlagen der GA auf und führt in die Richtlinienreihe VDI 3814 ein.

### VDI 3814 Blatt 2.1
Diese Richtlinie unterstützt Fachplaner, Bauherren, Behördenvertreter und ausführende Firmen bei der:
- Bedarfsberatung und Bedarfsplanung für den Bereich der GA im Rahmen einer Bauaufgabe
- Erstellung von Betreiberkonzepten und Lastenheften, um die vollständige Berücksichtigung der Anforderungen und Vorgaben der Auftraggeber (AG), Nutzer und Betreiber der GA in der Liegenschaft gewerkeübergreifend zu gewährleisten

### VDI 3814 Blatt 2.2
Das Blatt 2.2 unterstützt die Planung der Gebäudeautomation. Es beschreibt die erforderlichen Planungsinhalte, den Umgang mit der Systemintegration und den Schnittstellen und bietet eine integrale Sichtweise auf die Automationsaufgabe über alle Gewerke und Projektphasen. Ferner behandelt diese Richtlinie die Integration von unterschiedlichen Systemen und Geräten der TGA. Sie zeigt auf, wie die Aufgaben und Voraussetzungen darzustellen sind und welche Unterlagen in den jeweiligen Leistungsphasen als Grundleistungen bzw. Besondere Leistungen erforderlich werden, um die gewünschte Gesamtfunktionalität zu erreichen.

### VDI 3814 Blatt 2.3
Das Blatt 2.3 unterstützt bei der Planung und Erstellung eines Bedienkonzepts und der Benutzeroberfläche für die GA und schafft eine einheitliche Basis, um die Planung und Ausführung von Management- und Bedieneinrichtungen zu vereinfachen. Sie gibt in der Praxis bewährte Hinweise zur Gestaltung von Benutzeroberflächen von GA-Systemen und ist insofern eine Hilfe für die Lastenhefterstellung durch den Bauherrn und Betreiber sowie für Planer und GA-Hersteller. Weitergehende auf der Benutzeroberfläche darzustellende Aufgaben zum Betreiben einer Liegenschaft, wie Energie- und Umweltmanagement, Berichtswesen, Instandhaltung, werden nicht beschrieben. Diese Funktionen sind liegenschafts- und projektspezifisch festzulegen und umzusetzen.

### VDI 3814 Blatt 3.1
Das Blatt 3.1 gilt für die Beschreibung von Grundfunktionen (Automationsfunktionen) der Gebäudeautomation. Mit dieser Richtlinie wird ein Baukasten von Funktionen zur Realisierung von Automationsaufgaben in Gebäuden angeboten. Diese Richtlinie enthält die Beschreibung und Darstellungsformen der Automationsfunktionen eines GA-Systems.

### VDI 3814 Blatt 3.2 E
Das Blatt 3.2 E befindet sich aktuell im Entwurf des VDI-Richtlinienausschusses. Das Blatt 3.2 der Richtlinie gilt für die Beschreibung von Makros aus den Grundfunktionen (Automationsfunktionen) der Gebäudeautomation. Mit der Neufassung der VDI 3814 Blatt 3.2 wird ein Baukasten von Funktionen zur Realisierung von Automationsaufgaben in Gebäuden angeboten.

### VDI 3814 Blatt 4.1
In den Blättern 4.1, 4.2 und Blatt 4.3 (in Vorbereitung) werden konkrete Hilfs- und Arbeitsmittel für die Phasen von der frühen Planung und der Errichtung bis zur Übergabe angeboten. Die Anwendung von Blatt 4.1 bis Blatt 4.3 ist einzeln und unabhängig voneinander möglich.
Blatt 4.1 unterstützt bei der Planung und Anwendung von Kennzeichnungssystemen und der Erstellung von Listen im Bereich der Gebäudeautomation. In diesem Blatt werden Kennzeichnungsblöcke definiert, die eine Erstellung von projektspezifischen Kennzeichnungssystemen ermöglichen.
Ein Kennzeichnungssystem, das auch der Adressierung in GA-Systemen dient, kann z. B. folgende Bestandteile aufweisen:
• Ortskennzeichnungssystem (OKS) zur eindeutigen Kennzeichnung der Örtlichkeiten (Liegenschaft, Gebäude/Gebäudeteil, Geschoss/Ebene/Bereich/Raum/Achse, Einbauort …)
• Anlagenkennzeichnungssystem (AKS) zur eindeutigen Kennzeichnung der Anlagen
• Betriebsmittelkennzeichnungssystem (BKS) zur eindeutigen Kennzeichnung von Betriebsmitteln
• Benutzeradressierungssystem (BAS) zur eindeutigen Kennzeichnung von GA-Funktionen

### VDI 3814 Blatt 4.2
Das Blatt 4.2 unterstützt bei der Bedarfsermittlung bzw. Bedarfsplanung, der Festlegung der Planungsinhalte und zu erstellenden Unterlagen in den einzelnen Leistungsphasen mit Zuordnung zu den Grund- und Besonderen Leistungen der HOAI sowie bei der Systemintegration nach VDI 3814 Blatt 2.1 und Blatt 2.2.
Darüber hinaus bietet dieses Blatt umfangreiche Checklisten zur Bedarfsplanung, Erstellung von Betrieberkonzepten und Lastenheften.

### VDI 3814 Blatt 4.3 E
Das Blatt 4.3 unterstützt bei der Beschreibung und Darstellung der Automationsaufgaben mit den GA-Funktionen nach Blatt 3.1 und 3.2 in Form von GA-Automationsschemen (GA-AS) und zugehörigen GA-Funktionslisten (GA-FL). Alle Bestandteile dieser Arbeitsmittel werden ausführlich erläutert und deren zeitliche Verwendung im Planungs- und Dokumentationsprozess dargestellt.
Zusätzlich werden GA-Automationskennzeichen (GA-AK) für alle in die Gebäudeautomation (GA) zu integrierenden und zu kennzeichnenden Aggregate/Betriebsmittel aller Kostengruppen eingeführt.

## Andere VDI-Richtlinien in diesem Zusammenhang
Die folgenden Richtlinien des VDI stehen in direkter Verbindung mit der VDI 3814 und sollen zukünftig noch enger in die Reihe VDI 3814 integriert werden:
- VDI 3525:2007-01 Regelung und Steuerung Raumlufttechnischer Anlagen – Beispiele (Status: zurückgezogen)[3]
- VDI/GEFMA 3810 Blatt 5:2018-01 Betreiben von Gebäuden und Instandhalten von gebäudetechnischen Anlagen - Gebäudeautomation
- VDI 3812 Blatt 1:2010-03 Assistenzfunktionen zum Wohnen - Bedarfsermittlung für Elektroinstallation und Gebäudeautomation (Status: Aktuell)[4]
- VDI 3813
  - Blatt 1:2011-05 Gebäudeautomation (GA) - Grundlagen der Raumautomation (Status: Aktuell)[5]
  - Blatt 2:2011-05 Gebäudeautomation (GA) - Raumautomationsfunktionen (RA-Funktionen) (Status: Aktuell)
  - Blatt 3:2015-02 Gebäudeautomation (GA) - Anwendungsbeispiele für Raumtypen und Funktionsmakros in der Raumautomation (Status: Aktuell)
- VDI 6026
  - Blatt 1:2020-07 Dokumentation in der technischen Gebäudeausrüstung - Inhalte und Beschaffenheit von Planungs-, Ausführungs- und Revisionsunterlagen (Status: Entwurf)
  - Blatt 1.1:2015-04 Dokumentation in der technischen Gebäudeausrüstung - Inhalte und Beschaffenheit von Planungs-, Ausführungs- und Revisionsunterlagen - FM-spezifische Anforderungen an die Dokumentation (Status: Aktuell)
- VDI 6028
  - Blatt 6  Bewertungskriterien für die Technische Gebäudeausrüstung – Anforderungsprofile und Wertungskriterien für die Gebäudeautomation[6]